# Lyle Wicks
Pour les articles homonymes, voir Wicks.
Lyle Wicks (1er novembre 1912-3 février 2004) est un homme politique canadien de la Colombie-Britannique. Il est député provincial créditiste de la circonscription britanno-colombienne de Dewdney de 1952 à 1960.

## Biographie
Né à Calgary en Alberta, Wicks gradue de la McLean High School de Haney (en) en 1930. Il est un des premiers employés de BC Plywoods Company et, en 1940, il se joint à BC Electric Railway Co. aved laquelle il travaille comme conducteur de tramway pour le système de transport de Vancouver.

## Politique
Se ralliant au mouvement créditiste en 1943 et devient impliqué activement dans les efforts organisationnels. De 1946 à 1948, Wicks est vice-président de l'Association du Parti Crédit social du Canada pour le section de Colombie-Britannique. Il prend aussi la position de président du conseil créditiste du District de Vancouver en 1948.
En 1949, il devient le président fondateur du Parti Crédit social de la Colombie-Britannique. Il est réélu à cette position jusqu'à sa démission en octobre 1952. En tant que président, il recrute W. A. C. Bennett alors que ce dernier avait quitté le Parti conservateur de la Colombie-Britannique pour siéger comme député indépendant.
Lors de la convention de 1952, Wicks et Bennett sont nommés afin de devenir chef. Tous deux se retirent en faveur du révérend Ernest George Hansell (en), un créditiste albertain nommé par le premier ministre Ernest Manning pour diriger le parti. Peu après les élections de 1952 où les Créditistes remportent une victoire inattendue, Wicks appelle à une nouvelle convention à laquelle seuls les députés élus peuvent voter et afin de contrer l'influence de la section albertaine. Le vote sera finalement remporté par Bennett.
Wicks devient ministre du Travail dans le cabinet du premier ministre W.A.C. Bennett. Il est ensuite ministre des Chemins de fer entre septembre 1956 et 1959. Ensuite il est ministre du Transport commercial et ministre de l'Agriculture. 
Durant sa carrière, il joue un rôle actif dans l'établissement de l'Albion Ferry sur le fleuve Fraser, sur le développement du Alouette Park, des hôpitaux de Maple Ridge et de Mission, de l'achèvement de la route entre Agassiz et Hope et de la construction du pont Agassiz-Rosedale. Il est fait chef honoraire de la nation Kwakuitl de Harrison Hot Springs en 1958.
De 1961 à 1973, il siège au conseil à la Commission des utilités publiques jusqu'à son abolition. 
Lyle Wicks meurt en février 2004.